# 카리바 댐

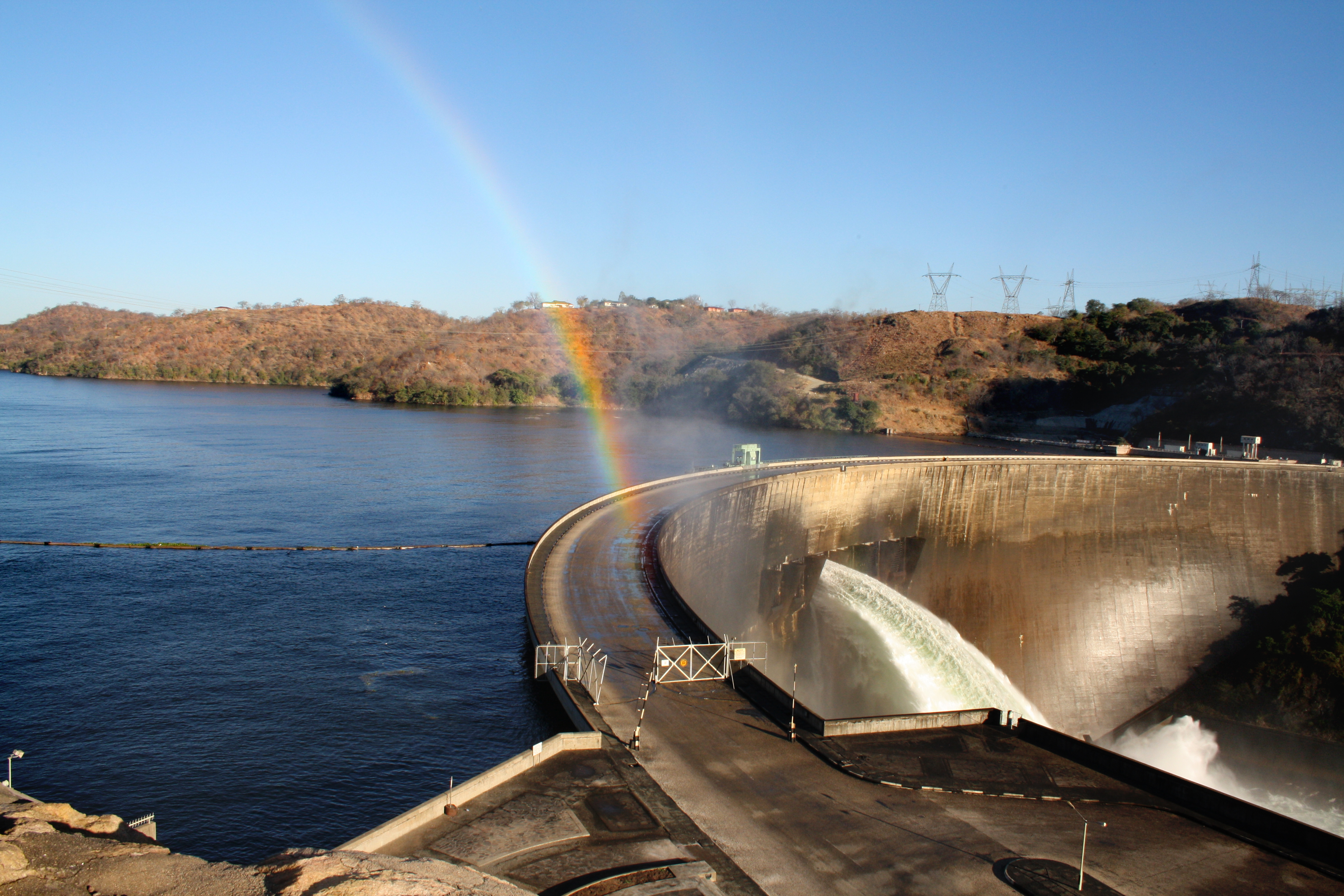
카리바 댐

카리바 댐(Kariba Dam)은 남부 아프리카의 잠베지강 중류의 카리바 협곡에 만들어진 댐이다. 댐에 의해 탄생한 인공호는 카리보호로 세계유수의 인공호이다. 카리바호는 길이 약220km, 폭 약40km, 담수면적 5,580 평방킬로미터, 저수량은 185입방킬로미터이다.

## 같이 보기
- 카리보호